# Kiepenheuer & Witsch
Kiepenheuer & Witsch est une maison d'édition allemande fondée en 1951 à Cologne.
Elle appartient à Holtzbrinck.